# Reka Skăt
Reka Skăt este o arie protejată (sit de importanță comunitară — SCI) din Bulgaria întinsă pe o suprafață de 399,5 ha, integral pe uscat.

## Localizare
Centrul sitului Reka Skăt este situat la coordonatele 43°31′45″N 23°49′02″E / 43.5291°N 23.8171°E.

## Înființare
Situl Reka Skăt a fost declarat sit de importanță comunitară în martie 2007 pentru a proteja 14 specii de animale.

## Biodiversitate
Situată în ecoregiunea continentală, aria protejată conține 8 habitate naturale: Stepe și mlaștini sărate panonice, Cursuri de apă de la nivel de câmpie la nivel montan, cu vegetație Ranunculion fluitantis și Callitricho-Batrachion, Râuri cu maluri nămoloase cu vegetație de Chenopodion rubri p.p. și Bidention p.p., Pajiști stepice panonice pe loess, Liziere de ierburi înalte hidrofile de câmpie și de nivel montan până la alpin, Fânețe de joasă altitudine (Alopecurus pratensis, Sanguisorba officinalis), Păduri aluvionare cu Alnus glutinosa și Fraxinus excelsior (Alno-Padion, Alnion incanae, Salicion albae), Păduri mixte riverane de Quercus robur, Ulmus laevis și Ulmus minor, Fraxinus excelsior sau Fraxinus angustifolia, de-a lungul marilor râuri (Ulmenion minoris).
La baza desemnării sitului se află mai multe specii protejate:
- amfibieni (2): buhai de baltă cu burta roșie (Bombina bombina), triton cu creastă dobrogean (Triturus dobrogicus)
- mamifere (3): vidră de râu (Lutra lutra), hamster românesc (Mesocricetus newtoni), liliac cu picioare lungi (Myotis capaccinii)
- nevertebrate (2): rădașcă (Lucanus cervus), Unio crassus
- pești (4): Barbus meridionalis, zvârluga (Cobitis taenia), boarță (Rhodeus amarus), porcușor de vad (Romanogobio uranoscopus)
- reptile (3): Elaphe sauromates, țestoasa de baltă (Emys orbicularis), țestoasă bănățeană (Testudo hermanni)

Pe lângă speciile protejate, pe teritoriul sitului au mai fost identificate 2 specii de plante, 4 specii de amfibieni, 4 specii de pești, 7 specii de reptile.